# Павич (срібна монета)
«Па́вич» — пам'ятна монета номіналом 5 гривень зі срібла, випущена Національним банком України. Присвячена павичу та його втіленню в пам'ятках давньоруської книжності, в орнаментиці та декоративності якої зустрічаються фігурки людей, тварин, птахів тощо.
Монету введено в обіг 9 листопада 2016 року. Вона належить до серії «Фауна в пам'ятках культури України».

## Опис монети та характеристики
| Номінал грн. | Метал            | Маса, г       | Діаметр, мм | Якість виготовлення       | Гурт                           | Тираж, штук |
| ------------ | ---------------- | ------------- | ----------- | ------------------------- | ------------------------------ | ----------- |
| 5            | срібло 925 проби | 15,55 / 16,81 | 33,0        | спеціальний анциркулейтед | гладкий із заглибленим написом | 4 000       |

### Аверс
На аверсі монети розміщено: угорі малий Державний Герб України, напис «УКРАЇНА», рік карбування монети «2016» та номінал «5/ГРИВЕНЬ»; у центрі на тлі мініатюри Ізборника Святослава 1076 року — пам'ятки давньоруської книжності, зображення позолоченого павича — фрагмента цієї мініатюри. Елемент оздоблення: локальна позолота, вміст золота в чистоті не менше ніж 0,0002 г.

### Реверс
На реверсі монети зображено павича, праворуч угорі — фрагмент мініатюри з Юр'ївського євангелія ХІІ ст., під яким розміщено вертикальний напис «ПАВИЧ».

## Автори

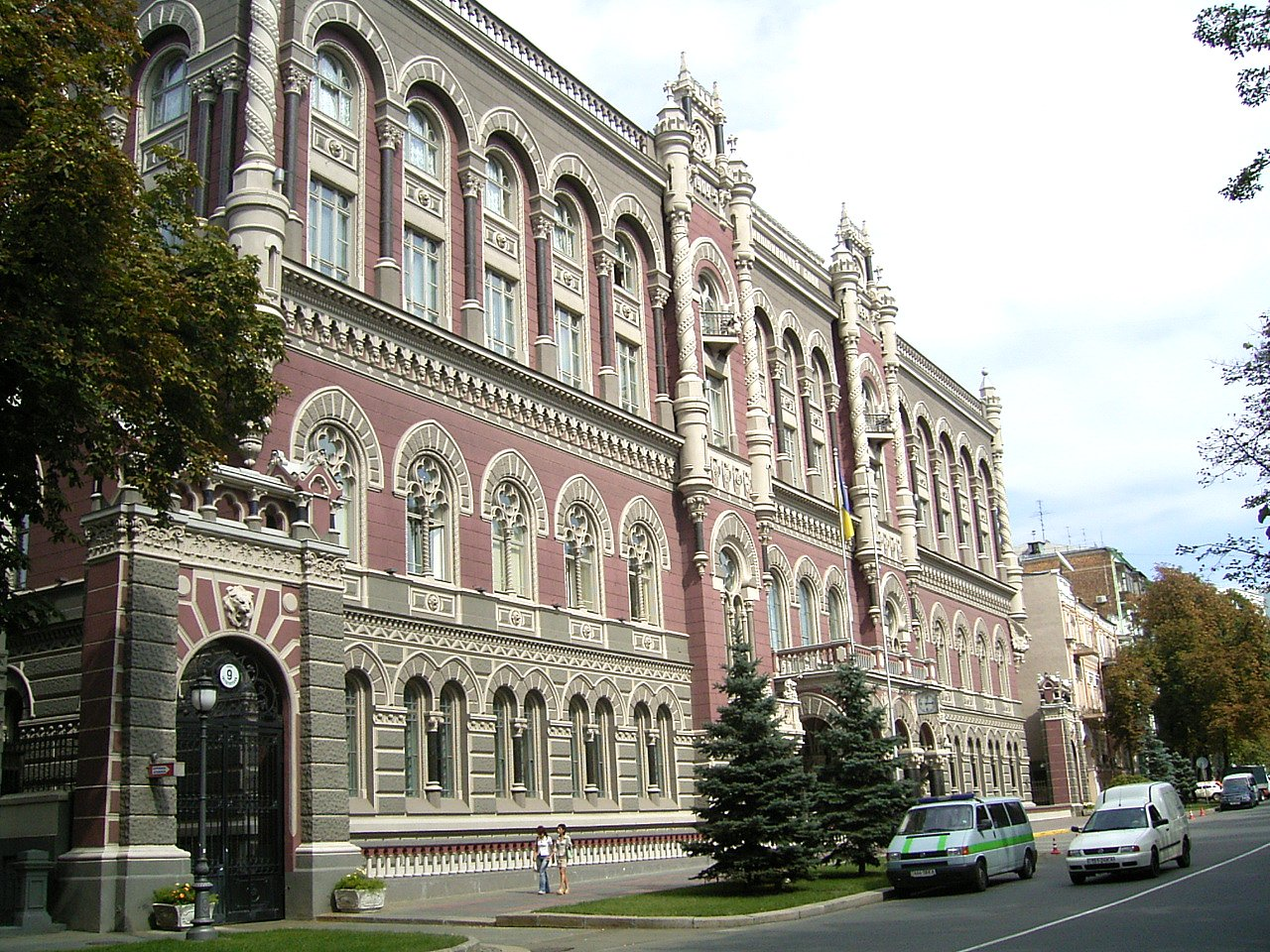
Будівля Національного банку України

- Художники: Таран Володимир, Харук Олександр, Харук Сергій.
- Скульптор — Демяненко Анатолій.

## Вартість монети
Під час введення монети в обіг 2016 року, Національний банк України реалізовував монету через свої філії за ціною 551 гривня.
Фактична приблизна вартість монети, з роками змінювалася так:
| Рік        | 2017 | 2018 | 2019 | 2020 | 2021  | 2022  | 2023  | 2024  | 2025  |
| ---------- | ---- | ---- | ---- | ---- | ----- | ----- | ----- | ----- | ----- |
| Ціна, грн. | 650  | 660  | 680  | 700  | 1 200 | 1 230 | 1 500 | 4 600 | 4 400 |